# قله مرو
قله مرو (انگلیسی: Meru Peak) کوهی در هیمالیا است که در ناحیه گارهوال در ایالت اوتاراکند هند قرار دارد. این قله ۶٬۶۶۰ متری دارای چند مسیر صعود بسیار چالشی است. نام مرو از واژه‌ای در زبان سانسکریت به معنای قله گرفته شده‌است.
این کوه قبلاً محل انجام مرتفع‌ترین بیس جامپ انجام‌شده از نقطه‌ای بر روی سطح زمین با ارتفاع ۶٬۶۰۴ متر بود که در ژوئن ۲۰۰۶ توسط گلن سینگلمن و هیتر سوان انجام شد. این رکورد در سال ۲۰۱۳ توسط والری روزوف با پرش از رخ شمالی کوه اورست شکسته شد.
این کوه سه قله مشخص و متمایز دارد: قله جنوبی (۶٬۶۶۰ متر)، قله مرکزی (۶٬۳۱۰ متر) و قله شمالی (۶٬۴۵۰ متر). دو قله مرتفع‌تر پیش از قله دشوار مرکزی صعود شده‌اند. قله مرکزی نخستین‌بار در سال ۲۰۰۱ با صعود انفرادی والری بابانوف فتح شد. تیم‌های دیگری در سال ۲۰۰۶ این قله را برای دومین بار صعود کردند و در سال ۲۰۱۱ برای نخستین بار از مسیر باله کوسه صعود شد.

## مسیر باله کوسه
مسیر ۱۴۰۰ متری باله کوسه (Shark's Fin) در رخ شمالی قله مرکزی مرو، از سنگ‌های گرانیت تشکیل شده که به آن تیغه و دماغه نیز گفته می‌شود. سختی استثنایی این مسیر به این دلیل تشدید می‌شود که بیشتر صعود فنی این مسیر در انتهای آن قرار دارد و در نتیجه برای صعود باید تجهیزات سنگین صعود را تقریباً تا انتهای مسیر حمل کرد. از مسیر باله کوسه به عنوان یکی از مسیرهای با بیشترین تلاش و بیشترین آرزومندی در تمام هیمالیا و یکی از آخرین چالش‌های باقی‌مانده در صعود دیواره‌های بزرگ یاد می‌شود.
پس از چندین تلاش ناموفق در سال‌های مختلف توسط کوهنوردانی از کشورهای گوناگون، در سال ۲۰۰۸ تیم سه‌نفره کنراد آنکر، جیمی چین و رنان ازتارک تا ۱۵۰ متری قله صعود کردند ولی به دلیل توفان مجبور به بازگشت شدند. سه سال بعد این تیم در اکتبر ۲۰۱۱ سرانجام موفق به صعود قله شدند که توسط رکوردهای گینس به عنوان نخستین صعود موفق این قله شناخته شد. آنها در روز هستم تلاش خود به قله رسیدند و فرود آنها نیز سه روز به طول انجامید.
در سال ۲۰۱۵ فیلم مستند مرو بر پایه این دو تلاش جهت صعود قله مرو ساخته شد.